# 東尾久三丁目停留場
東尾久三丁目停留場（日语：／ Higashi-ogu-sanchōme teiryūjo */?）是位於東京都荒川區東尾久三丁目，屬於荒川線的停留場。

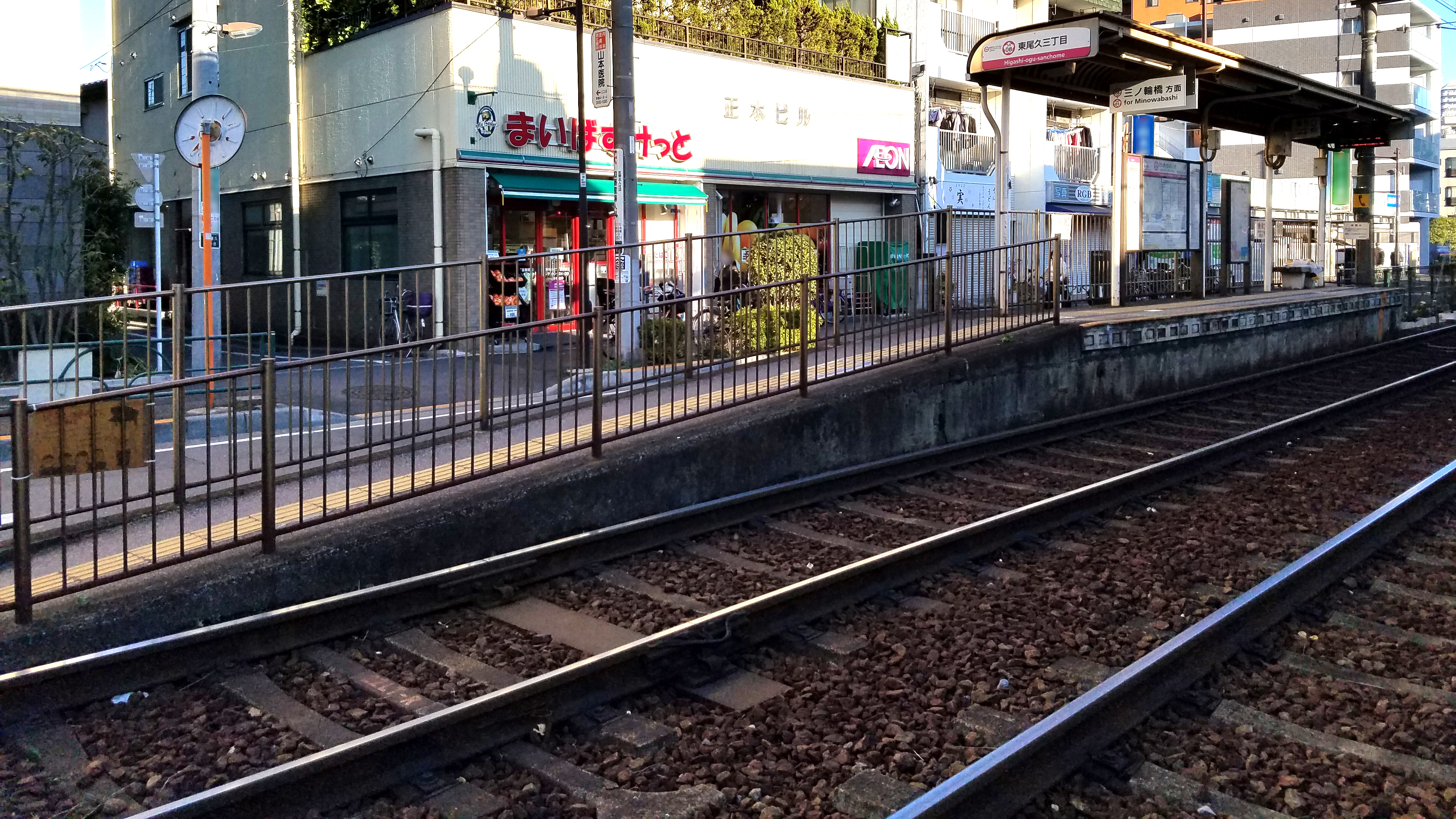
往三之輪橋方向的月台(2021年1月)

## 歷史
1913年4月1日作為下尾久停留場開業。都營後曾改名尾久町一丁目停留場，實施住居表示後改名為東尾久三丁目停留場。

## 停留場構造
本站為對向式月台2面2線的地面車站。
| 月台 | 路線                   | 方向 | 目的地                            |
| ---- | ---------------------- | ---- | --------------------------------- |
| 南側 | 都電荒川線（東京櫻電） | 上行 | 熊野前、王子站前、早稻田方向      |
| 北側 | 都電荒川線（東京櫻電） | 下行 | 町屋站#東京都交通局、三之輪橋方向 |

## 相鄰停留場
東京都交通局
 都電荒川線（東京櫻電）
熊野前（SA 09）－東尾久三丁目（SA 08）－町屋二丁目（SA 07）

## 外部連結
- 東尾久三丁目停留場 （页面存档备份，存于） - 東京都交通局